# Гарри Озборн
Гарольд «Гарри» Озборн (англ. Harold «Harry» Osborn) —   персонаж из комиксов издательства Marvel Comics, впервые появившийся в 31-м номере комикса The Amazing Spider-Man и созданный Стэном Ли и Стивом Дитко. Лучший друг Питера Паркера (Человек-паук), сын Нормана Озборна. Некоторое время был вторым Зелёным гоблином, однако встал на путь исправления.

## История публикаций
Гарри Озборн был создан сценаристом Стэном Ли и художником Стивом Дитко, дебютировав в комиксе The Amazing Spider-Man #31 (Декабрь, 1965).
В The Amazing Spider-Man #122 (Июль, 1973) погиб отец Гарри, Норман, в результате чего возникла побочная сюжетная линия, которая привела к тому, что Гарри унаследовал альтер эго своего отца как Зелёного гоблина. Кульминацией этой арки стал выпуск #136 (Сентябрь, 1974). Сценарист Джерри Конвей рассказал, что идея сделать Гарри новым Зелёным гоблином отчасти возникла из-за желания справиться с последствиями психоделических препаратов, которые Гарри начал принимать в The Amazing Spider-Man #96 (Май, 1971). По признанию Конвея он сам имел опыт с такими веществами: «в случае злоупотребления психоделическими препаратами, галлюциногенами, есть вероятность появления галлюцинаций, находящихся вне вашего контроля или воли. Я мог бы представить, как Гарри пострадал от чего-то подобного, находясь в хрупком эмоциональном состоянии после смерти своего отца и в результате потерял связь с реальностью. Кроме того, у меня никогда не было намерения навсегда избавиться от Зелёного Гоблина как концепции, так что все нити сплелись воедино».
Гарри умер в The Spectacular Spider-Man #200 (Май, 1993). Художник Сэл Бушема заявил, что рисование последних двух страниц этого выпуска было для него глубоко эмоциональным опытом из-за того, как долго он рисовал персонажа, и счёл уместным, что сценарист Дж. М. ДеМаттеис решил не добавлять диалоги на эти страницы.
Несколько лет спустя сценаристы Человека-паука планировали раскрыть, что таинственным злодеем Ганутом был выживший Гарри Озборн, который организовал Сагу о клонах, однако редакция не позволила ему осуществить этот замысел. Тем не менее, Гарри воскрес в The Amazing Spider-Man #545 (декабрь 2007 г.).

## Биография
В университете Гарри был соседом Питера Паркера по комнате. Он постоянно подвергался давлению со стороны своего отца Нормана. В результате это привело к тому, что он стал принимать наркотики. Потом начался длинный, медленный путь к восстановлению организма с частыми откатами назад. В это время он узнал о битве его отца, Зелёного Гоблина, с Человеком-Пауком, которая в результате закончилась смертью Нормана. Это событие так потрясло Гарри, что он начал сходить с ума.
После того, как Гарри Озборн случайно обнаружил в комнате Питера Паркера костюм Человека-Паука, он стал Новым Зелёным Гоблином и напал на того. Питер Паркер легко победил Гарри Озборна. Прибывшие власти не поверили, что Питер Паркер — Человек-Паук, и, тем более, Гарри Озборн — Зелёный Гоблин. Они передали Гарри Озборна на руки психиатру Барту Гамильтону, на лечение, который излечил сумасшествие Гарри Озборна и, по ходу дела, узнал всё о Зелёном Гоблине. Потом Барт Гамильтон сам стал Зелёным Гоблином, но погиб от своей же бомбы.
Как и у отца, у Гарри Озборна были временные провалы в памяти, и он не помнил о своём отце, о том, кто такой Человек-Паук. Эта амнезия стала проходить, когда Домовой предложил ему доказательства того, что Норман Озборн был его отцом. Гарри Озборн попытался использовать кое-что из отцовского оружия против Хобгоблина, однако с весьма печальными результатами.
На какое-то время Гарри Озборн оставался в стороне от супер-геройских разборок. Во время прорыва Инферно он опять стал Зелёным Гоблином и сражался со вторым Хобгоблином. Он подумал было о том, чтобы стать супер-героем, но Питер Паркер его быстро отговорил от этого.
Затем Гарри Озборну начал представляться дух его отца, который разжёг в нём чувство мести к Человеку-Пауку. Он получил и использовал модифицированную формулу Зелёного Гоблина. Он насмехался над Питером Паркером и его женой, зная об альтер эго Питера Паркера. В своём желании жестоко отомстить Человеку-Пауку, он дошёл до того, что попытался взорвать предприятие Нормана Озборна вместе с собой и Человеком-Пауком, но присутствие Мэри Джейн и его сына остановило его от этого и привело в более-менее разумное состояние. Через некоторое время Гарри Озборн погиб от побочного эффекта формулы.

### Новый день
Во время «совершено нового дня» Гарри Озборн воскрес из мёртвых. Он прикупил кофейню и встречался с Лили Холлистер, но бросил её, поскольку она была супер-злодейкой — Угрозой. Через некоторое время Гарри Озборну пришлось сразиться со своим братом Габриэлем Озборном, которому подсказывал Норман Озборн. Позже Вин Гонзалес начал угрожать Гарри Озборну и он избил Вина. Сейчас Гарри Озборн и его сын Стэнли скрываются. Гарри Озборн полностью изменил свою внешность: отрастил бороду и постригся налысо.

### Тёмное правление
К Гарри Озборну подошел Норман Озборн с предложением работы в Тёмных Мстителях. Гарри Озборн сначала отказывается, но принимает предложение своего отца, узнав, что Лили Холлистер от него беременна. Норман Озборн встречает Гарри Озборна в башне Мстителей, желая сделать своего сына Сыном Америки. Однако у Гарри Озборна есть скрытый мотив соглашения, основанный на его принуждении защищать Лили и её ребенка. Отключив камеру в своей комнате, Гарри Озборн крадётся. Он находит лекарство от состояния Лили, которое будет безопасным и для Лили, и для её ребенка, но Лили отталкивает его. Лили показывает, что это уловка, чтобы заставить Гарри Озборна надеть броню Сына Америки, в которой Норман Озборн замыслил, умереть в трагедии, чтобы увеличить симпатию к Норману Озборну и Тёмным Мстителям. Лили также показывает, что её ребенок не от Гарри Озборна, но от Нормана Озборна. В отместку за это, Гарри Озборн надевает броню Сына Америки, и борется с Норманом Озборном в его броне Железного Патриота. Во время битвы Норман Озборн заявляет, что Гарри Озборн больше не является его родным сыном, и что Норман Озборн воспитал лучшего ребенка, чтобы заменить "неудачу" Гарри Озборна. После дальнейших насмешек от Нормана Озборна, Гарри Озборн набрасывается и побеждает своего отца, твёрдо заявляя ему: "Я никогда не был твоим сыном!". Когда у Гарри Озборна есть возможность убить Нормана Озборна, Человек-Паук говорит ему обезглавить Нормана Озборна, так как исцеляющий фактор его отца может исправить удар по голове. Человек-Паук также предупреждает Гарри Озборна, что убийство Нормана Озборна заставит Гарри Озборна "стать сыном, которого Норман Озборна всегда хотел". Видя, чем он может стать своими действиями, Гарри Озборн вместо этого отступает и навсегда отворачивается от своего отца.
Затем Гарри Озборн видят в кабинете психиатра, утверждающего, что он справляется с последствиями полученного им медицинского лечения. Врач предлагает прописать ему оксикодон, но не сообщается, принимает ли Гарри Озборн рецепт.
После этого Гарри Озборн оказывается отрезанным в финансовом отношении и вынужден покинуть свой пентхаус. Он переезжает в старую комнату Питера Паркера у Мэй Паркер.[29] Он также начинает тайно встречаться с Эми Рейли (кузина Питера Паркера). После того, как Мэй Паркер возвращается и ее повреждает Мистер Негатив, она выгоняет Гарри Озборна из дома, заставляя его переехать к Мэри Джейн Уотсон.

### All-New, All-Different Marvel
В рамках всё новые, все разные Марвел брендинг, Гарри Осборн и его маленький сын Стенли, наконец, вышел из укрытия, после победы  над его отцом, Королём Гоблинов. Возвращаюсь в свой обычный вид, Гарри Озборн стал использовать девичью фамилию своей матери Лиман и начал работать в Паркер Индастриз в Нью-Йоркском офисе. Его сыновья Норми и Стэнли, как регент до тех пор, пока всех сверх-людей исчезают без следов, вызванных не-человеческие известен как регент, в то время как Гарри Озборн встречается с Мэри Джейн и Бетти Брант.
Гарри Озборн натыкается на то, что видит тот же логотип, что и регент в компании Augustus Roman'S Empire Unlimited, и вскоре вместе с Мэри Джейн понимает, что когда он увидел логотип под рваной рубашкой Августуса во время атак Зодиака на открытие университета Horizon, что Август является фактически регентом. После этого он отправляет Бетти на встречу с Августом, чтобы проверить, является ли он регентом или нет. Когда Гарри Озборн узнаёт правду, Огастус похищает Бетти. Гарри Озборн собирается спасти Бетти и других захваченных супер-людей. Зная, что он может быть скоро захвачен, он связывается с Человеком-Пауком с веб-продуктами Parker Industries, созданными Клейтоном/Clash, прежде чем регент захватил его. С частью Clayton'S Clash soundwave tech на webware Parker Industries Гарри Озборн удается вырваться на свободу и снова связаться с Человеком-Пауком, прежде чем охранники Empire Unlimited захватят его, пока Человек-Паук не прибудет и вскоре не выпустит других супер-людей и Бетти, окружающих регента навсегда.
Позже в сюжетной линии "Go Down Swinging", Гарри Озборн возвращается, использует фамилию Осборн после того, как его отец снова терроризирует город, как Красный Гоблин с помощью симбиота Карнажа до попадания в тюрьму ещё-раз, даже после того, как Эмили Осборн окажется живым. Он полон решимости искупить имя своей семьи от злодейского наследия своего отца и быть ответственным родителем своих сыновей.

## Сила и способности
В течение всей своей жизни Гарри Озборн не обладал никакими сверх-способностями. Тем не менее, он некоторое время выступал как Зелёный Гоблин. После принятия формулы своего отца, физические характеристики Гарри Озборна увеличились. Также он приобрёл доступ ко всему оборудованию Зелёного Гоблина, включая реактивный глайдер, электро-перчатки, тыквенные бомбы. Впоследствии он также носил броню Американского Сына, изменённую версию брони Железного патриота.

## Альтернативные версии

### MC2
В этой реальности, которая показывает альтернативную судьбу персонажей из основной вселенной, Гарри Озборн не вернулся к своей жизни. В то же время, у его вдовы Лиз Аллан завязались романтические отношения с Фогги Нельсоном. Вместе они растят малолетнего сына Гарри Озборна и Лиз Аллан, Норми Озборна. Впоследствии Лиз Аллан умерла от смертельной болезни, что сильно повлияло на Норми Озборна. Подобно своему отцу и деду, он также стал Зелёным Гоблином и поклялся жестоко отомстить Питеру Паркеру. После нескольких столкновений с Девушкой-пауком, Норми Озборн восстановил своё здравомыслие, что положило конец к многолетней вражде между Паркерами и Озборнами.

### Ultimate Marvel

Ultimate Гарри Озборн в облике Хобгоблина на обложке Ultimate Spider-Man #76 (Июнь 2005)

Во вселенной Ultimate Marvel Гарри также сын Нормана Озборна и лучший друг Питера Паркера. С 11 лет он подвергался гипнотерапии, благодаря которой Норман Озборн мог лучше контролировать поведение сына. Впрочем, ни мать, пристрастившаяся к алкоголю, ни отец, особого внимания Гарри не уделяли. В школе Гарри Озборн начал встречаться с Мэри Джейн Уотсон. После инцидента, превратившего Питера Паркера в Человека-Паука, Гарри Озборн решил провести собственное расследование и обнаружил своего отца Нормана Озборна в самый разгар его эксперимента с секретным мутагеном. Лаборатория полностью взорвалась и Гарри Озборн мутировал вместе с отцом, но его трансформация была изначально незаметна. Норман Озборн же превратился в Зелёного Гоблина и убил мать Гарри Озборна, прямо у него на глазах.
После этого Гарри Озборн переехал к дяде в Колорадо, где работник Нормана Озборна доктор Майлз Уоррен продолжил над Гарри Озборном  сеансы гипнотерапии, и стёр воспоминания Гарри Озборна об ужасных событиях. Гарри Озборн вернулся к отцу и снова стал ходить в школу, но его спокойная жизнь возобновилась ненадолго. Норман Озборн снова превратился в Зелёного Гоблина и похитил Мэри Джейн. Через несколько минут битва с Человеком-Пауком и Щ.И.Т.'ом перенеслась в дом Озборнов. Гарри Озборн помог обезвредить своего отца, узнав в Человеке-Пауке своего друга Питера Паркера. Щ. И. Т. взял Нормана Озборна под стражу, а её директор Ник Фьюри забрал находящегося в бессознательном состоянии Гарри Озборна, чтобы попытаться над ним обратить вспять эффекты гипнотерапии. Месяцы спустя Норман Озборн возглавил атаку супер-злодеев на Белый дом. Узнав об этом, Гарри Озборн пытался поговорить с отцом и убедить его отказаться от дальнейших преступных действий. Но переговоры не помогли — Зелёного Гоблина победили «Алтимейтс» и Человек-Паук, и Гарри Озборн, решив, что его отец погиб, поклялся за него смерть жестоко отомстить. Посчитав, что Гарри Озборн полностью вылечился, Ник Фьюри отпустил его. Гарри Озборн стал видеть галлюцинации, убеждающие его, что Нормана Озборна убил Человек-Паук. В конце концов, Гарри Озборн напал на Питера Паркера, трансформировавшись в ужасного Хобгоблина. Схватка продолжалась, пока Гарри Озборн не осознал, во что его превратил отец, и начал умолять Питера Паркера завершить его страдания. Питер Паркер не смог убить своего друга и Гарри Озборна-младшего вновь забрал Ник Фьюри.
С того момента о Гарри Озборне долго ничего не было слышно, пока Зелёный Гоблин вновь не заявил о себе. Норман Озборн успел несколько раз столкнуться с Человеком-Пауком, пока не заявился к нему домой. Там, ещё не начав очередное сражение, они вместе увидели по телевизору пресс-конференцию Гарри Озборн (он рассказывал о том, какой его отец ужасный человек), организованную Кэрол Денверс — временным директором Щ.И.Т.'а. План Дэнверс был ясен всем — выманить Зелёного Гоблина, а Гарри Озборн в этой «игре» был всего лишь приманкой. Норман Озборн, вне себя от бешенства и злости на сына, отправляется на пресс-конференцию и нападает на Гарри Озборна, трансформировавшегося в Хобгоблина. В ожесточённой схватке с отцом Гарри Озборн погибает, а Норман Озборн, осознав, что он сделал, просит агентов Щ. И. Т.'а убить его. Во время похорон Гарри Озборна Питер Паркер произносит речь, в которой признаётся, что Гарри Озборн был его хорошим другом и настоящим героем.

## Вне комиксов

### Кино

#### Трилогия Сэма Рэйми
Роль Гарри Озборна в трилогии Сэма Рэйми сыграл Джеймс Франко.
- В фильме «Человек-паук» Гарри Озборн также был лучшим другом Питера Паркера и встречался с Мэри Джейн Уотсон, когда она бросила Флэша Томпсона из-за его драки с Питером Паркером. Гарри Озборн был в несколько прохладных отношениях со своим отцом. Увидев Человека-Паука около умершего своего отца, Гарри Озборн счёл его убийцей и пообещал жестоко отомстить ему за смерть отца.
- В фильме «Человек-паук 2» он стал главой отдела спецпроектов «Оскорпа» и финансировал эксперименты доктора Отто Октавиуса. Когда Отто Октавиус, уже ставший Доктором Осьминогом, потребовал тритий для повторения эксперимента, Гарри потребовал в обмен Человека-Паука. Узнав, кто скрывается под маской Человека-Паука, Гарри Озборн был в шоке и не знал, что ему делать дальше. Неожиданно вместо своего отражения он увидел в зеркале своего покойного отца, который попытался убедить его жестоко отомстить Человеку-Пауку, за его убийство! Гарри Озборн наотрез отказался, но случайно разбил вдребезги кинжалом зеркало, за которым оказался тайник Зелёного Гоблина. Так Гарри Озборн узнал, что его отец был Зелёным гоблином.
- В фильме «Человек-паук 3: Враг в отражении» Гарри Озборн стал Новым Гоблином, и при первой схватке с Питером Паркером очень сильно ударился головой, в результате потеряв на время память. Долгое время спустя он всё вспомнил и сразился с Питером Паркером снова. Тот под влиянием симбиота кинул в Гарри Озборна его же гранату, чем частично изуродовал его лицо. Дворецкий Гарри Озборна рассказал ему, что всё это время знал правду про истинную смерть Нормана Озборна, и после некоторых колебаний Гарри Озборн пришёл на помощь другу, победив Песочного Человека. Когда Веном кинулся на Питера Паркера, чтобы проткнуть его глайдером, Гарри Озборн кинулся ему наперерез и был проткнут насквозь сам, после чего был скинут вниз. Он умер на руках у Мэри Джейн и Питера Паркера и был похоронен в самом финале.

#### Дилогия Марка Уэбба
Дейн Дехан сыграл Гарри в фильме «Новый Человек-паук: Высокое напряжение», также планировалось его появление в остальных фильмах серии.
По фильму Гарри Озборн и Питер Паркер были близкими друзьями в детстве, пока Гарри Озборна не отправили учиться в школу-интернат. В начале фильма он возвращается домой, узнав, что его отец умирает от смертельной болезни. Он становится директором «Оскорпа» и возобновляет дружбу с Питером Паркером. Позже оказалось, что смертельная болезнь отца наследственно передалась Гарри Озборну, и тот тоже скоро умрёт. Гарри Озборн решает исцелиться от своей смертельной болезни, с помощью крови Человека-Паука, поняв источник его супер-способностей, но Питер Паркер  ему наотрез отказывает, опасаясь плохих последствий от своей крови. Однако Гарри Озборн не успокаивается, и поэтому загорается лютой ненавистью и гневом к Человеку — Пауку, и заключает сделку с Электро, который тоже сильно ненавидел Человека-Паука. Гарри Озборн освобождает его из лечебницы «Рейвенкрофт» и вместе с ним проникает в здание Оскорпа (откуда его уже уволили за поиск секретной информации о Максе Диллоне.), где находит остатки мутационного яда супер-пауков. Он вводит его в кровь себе инъекцией, но не знает об одном нюансе: эксперимент с пауками предполагал введение в их ДНК элементов генома человека, и Ричард Паркер втайне всех ввёл подопытным паукам элементы своей ДНК, так что сыворотка полученная в итоге, способна благотворно влиять лишь на самого Ричарда Паркера или на его кровных родственников, а для остальных это — смертельно опасный для жизни и здоровья яд. И поэтому происходит непредвиденное: Гарри Озборн после введения яда в кровь не погибает сразу, но начинает стремительно мутировать со страшной нестерпимой болью во всём теле, изменяясь внешне и психически. Это заставляет его надеть костюм Зелёного Гоблина, который с помощью встроенной в него функции исцеления останавливает мутацию и Гарри Озборн избавляется от боли. Однако это не убавляет его жажды мести к супер-герою, и он летит на место битвы Человека-Паука и Электро. Увидев Гвен Стейси, Гарри Озборн догадывается, что Человек-Паук — это Питер Паркер, и берёт Гвен Стейси в заложники. После короткой битвы с ним Питер Паркер его побеждает, но ценой жизни Гвен Стейси. В финале Гарри Озборн сам попадает в «Рейвенкрофт», где его мутация и болезнь, по его словам «иногда отпускает». По его приказу из тюрьмы освобождают Носорога и начинают строить планы по созданию Зловещей шестёрки.
- Дейн Дехан мог бы сыграть Зелёного Гоблина в спин-оффе «Зловещая Шестёрка», но франшиза была закрыта.

### Мультсериалы

Новые приключения Человека-Паука: Гарри Озборн

- В мультсериале «Человек-паук» 1994 года Гарри Озборн влюблен в Мэри Джейн и встречался с ней, пока девушка не бросила его. После исчезновения отца и Мэри Джейн, Гарри Озборн узнаёт тайну Питера Паркера, после чего ему постоянно виделся Зелёный Гоблин. Тот помог Гарри Озборну узнать о тайне Корпорации Оscorp, но Зелёный Гоблин изначально ему не сказал, что он отец Гарри Озборна. Вскоре Гарри Озборн становится Вторым Зелёным Гоблином, Питер Паркер пытался помочь своему другу, но Второго Зелёного Гоблина схватил Каратель и привёл в дом Питера Паркера. Позже Питера Паркера, Гарри Озборна и Карателя встречает пропавшая Мэри Джейн Уотсон. После чего Гарри Озборн ложится в психиатрическую клинику, на лечение. Вскоре его навещают Мэри Джейн вместе с Лиз Аллан, чтобы сообщить Гарри Озборну о её помолвке с Питером Паркером. Гарри снова становится Зелёным Гоблином и пытается разрушить свадьбу Мэри Джейн и Питера Паркера, но его останавливает Лиз Аллан, при этом признаётся в любви Гарри Озборну. После этого он перестал быть Зелёным Гоблином.
- Гарри Озборн появлялся в мультсериале «Человек-паук» 2003 года, где его озвучил Ян Зиринг. Он постоянно обвиняет Человека-Паука в смерти его отца. Изображён как блондин.
- В мультсериале «Новые приключения Человека-паука» 2008 года Гарри Озборн — друг Питера, сын богатого бизнесмена Нормана Озборна. Он постоянно живёт в тени отца, который уделяет ему мало внимания. Во втором сезоне Гарри Озборн встречается с Гвен Стейси, хотя знает о её чувствах к Питеру Паркеру. Также Гарри Озборн постоянно пил препарат «Зелёный Глобулин» и, казалось, что он являлся Зелёным Гоблином, но оказалось что тем был его отец.
- В мультсериале «Великий Человек-паук» 2012 года Гарри Озборн также является лучшим другом Питера Паркера и Мэри Джейн и учится с ними в одной школе. Его отец в тайне собирается схватить Человека-Паука. Однажды Доктор Осьминог направляет свою банду в школу, где учится сам Человек-Паук. Неожиданно Гарри Озборн от них сильно досталось и он лежит в больнице, но быстро выздоравливает. На вечеринке, которую устроил Гарри Озборн, на Питера Паркера напал организм Веном. После боя с Веномом Гарри Озборн находит его частицу и оставляет себе. Вскоре в городе появляется Чёрный Человек-Паук, который и оказался Гарри Озборном. Поначалу Гарри Озборн мог контролировать костюм, но постепенно его воля над ним ослабевала. В битве с Человеком-Пауком Гарри окончательно потерял контроль и превратился в Венома, но Питеру Паркеру удалось победить Венома, тем самым освободив Гарри Озборна от него. В 4 сезоне становится Патрионером, Анти-Веномом, и союзником Человека - Паука, и узнаёт тайну личности Питера Паркера.
- Появляется в мультсериале «Человек-паук» 2017 года, где становится Хобгоблином.
- Гарри Озборн появляется в мультсериале «Ваш дружелюбный сосед Человек-паук» 2025 года.

### Видеоигры
- Гарри Озборн появляется в видеоигре «Spider-Man: The Movie», озвученный Джошем Китоном.
- Китон повторил роль Гарри Озборна в игре «Spider-Man 2». Как и в фильме он ненавидит Человека-Паука, так как считает его убийцей своего отца, а впоследствии заключает договор с Доктором Осьминогом.
- Новый Гоблин появляется в игре «Spider-Man 3», где его озвучил Джеймс Франко. Сначала он выступает в качестве босса, пытаясь убить Питера Паркера, а затем, будучи играбельным персонажем, помогает ему в бою против Песочного Человека и Венома.
- Новый Гоблин появляется в игре «Spider-Man: Friend or Foe», вновь озвученный Джошем Китоном.
- В игре «The Amazing Spider-Man 2» Гарри Озборна / Зелёного Гоблина озвучил Кевин Дорман.
- Гарри Озборн многократно упоминается и появляется в сцене после титров в игре Marvel's Spider-Man (2018) и в Marvel's Spider-Man Miles Morales. В этих играх Гарри Озборн - друг Питера и Мэри-Джейн. Он организовал размещение в городе исследовательских станций компании Озкорп, которые следят за различными событиями в городе. По ходу сюжета игры выясняется, что Гарри страдает от некой наследственной нейродегенеративной болезни, от которой погибла его мать. Чтобы вылечить сына, Норман Озборн разрабатывает лекарство GR-27, но оно превратилось в биологическое оружие, названое техниками Озкорпа "Дыханием Дьявола". Во время событий игры Питер и Мэри-Джейн думали что он в Европе, но на самом деле Гарри специально придумал эту легенду, и находится в некой стазис-камере, окутанный симбиотом Веномом.
- Гарри Озборн появился в игре Spider-Man 2 (2023) в качестве первостепенного героя[17], где вместо Портера, его озвучит другой актёр[18].

### Награды
- Джеймс Франко был номинирован на премии за роль Гарри Озборна в фильме Человек-Паук: враг в отражении: премия «Сатурн» в категории лучший актер второго плана, премия MTV в категории лучший бой, а также Teen Choice Awards в категории выбор подростков.